# Каледонія (Північна Дакота)
Каледонія (англ. Caledonia) — переписна місцевість (CDP) в США, в окрузі Трейлл штату Північна Дакота. Населення — 37 осіб (2020).

## Географія
Каледонія розташована за координатами 47°27′28″ пн. ш. 96°53′21″ зх. д. / 47.45778° пн. ш. 96.88917° зх. д. (47.457677, -96.889141).  За даними Бюро перепису населення США в 2010 році переписна місцевість мала площу 1,35 км², уся площа — суходіл.

## Демографія
Згідно з переписом 2010 року, у переписній місцевості мешкало 39 осіб у 16 домогосподарствах у складі 13 родин. Густота населення становила 29 осіб/км².  Було 20 помешкань (15/км²).
Расовий склад населення:
| - 100,0 % — білих |

До двох чи більше рас належало 0,0 %. Частка іспаномовних становила 0,0 % від усіх жителів.
За віковим діапазоном населення розподілялося таким чином: 20,5 % — особи молодші 18 років, 64,1 % — особи у віці 18—64 років, 15,4 % — особи у віці 65 років та старші. Медіана віку мешканця становила 47,8 року. На 100 осіб жіночої статі у переписній місцевості припадало 116,7 чоловіків;  на 100 жінок у віці від 18 років та старших — 121,4 чоловіків також старших 18 років.
Цивільне працевлаштоване населення становило 7 осіб. Основні галузі зайнятості: освіта, охорона здоров'я та соціальна допомога — 100,0 %.